# Boladé Apithy
Pour les articles homonymes, voir Apithy.
Boladé Apithy, né le 21 août 1985 à Dijon, est un escrimeur français, spécialiste du sabre. Il est le frère de Yémi Apithy et le mari de Manon Apithy-Brunet, la championne olympique de sabre aux jeux olympiques d'été de Paris 2024.

## Biographie
Résidant à Dijon, son club est l'ASPTT Dijon et son maître d'armes est Maître Harbelot.
Contrairement à son frère Yémi Apithy qui représente le Bénin, et avec lequel il s’entraîne à Dijon, Boladé Apithy a choisi de concourir pour la France. Après des médailles d'argent et de bronze en compétition par équipe lors des championnats d'Europe de 2008 et 2009, il remporte une médaille de bronze en individuelle lors des Championnats d'Europe d'escrime 2010 disputés à Leipzig.
Il remporte sa première victoire en Coupe du monde en mai 2019, lors du Sabre de Moscou.
Boladé Apithy est en couple avec la sabreuse française Manon Brunet.  Ils se marient à Rillieux-la-Pape le 23 octobre 2021.
Il remporte l'étape de Coupe du monde 2023-2024 d'Alger en novembre 2023.

## Palmarès
- Escrime aux Jeux olympiques
  -  Médaille de bronze au sabre par équipe aux Jeux olympiques de Paris 2024.

- Championnats d'Europe d'escrime
  -  Médaille d'or au sabre par équipes en 2023 à Cracovie (dans le cadre des Jeux européens de 2023)
  -  Médaille de bronze au sabre individuel en 2010 à Leipzig
  -  Médaille d'argent au sabre individuel en 2011 à Sheffield
  -  Médaille d'argent au sabre individuel en 2012 à Legnano
  -  Médaille d'argent au sabre par équipes en 2008 à Kiev
  -  Médaille de bronze au sabre par équipes en 2009 à Plovdiv
- Championnats de France d'escrime
  -  Champion de France en individuel en 2013
  -  Champion de France en individuel en 2011
  -  Champion de France en individuel en 2010
  -  Champion de France par équipes en 2022
  -  Champion de France par équipes en 2023
  -  Champion de France par équipes en 2024

## Décorations
- Chevalier de l'ordre national du Mérite (2024)[6]